# Kozel'sk
Kozel'sk (in russo Козельск?) è una cittadina della Russia europea, nell'Oblast' di Kaluga, situata a 72 km da Kaluga sulle rive del Žizdra.
Ricordata in un documento del 1146, è capoluogo del rajon Kozel'skij. Nei pressi della città si trova il Monastero di Optina.